# 循環數閾值
循環數閾值（英語：threshold cycle，簡稱Ct值），是指在聚合酶链式反应（PCR）測試当中，令螢光标记信号强度達到指定阈值所需要進行的循环次数，常常用作測量患者的病毒含量及其傳染性的指標。其值越低，则之前原始样本当中病毒浓度越高，反之则越低。
在進行聚合酶鏈式反應測試時，需要把患者體內的病毒基因放大才能偵測到病毒，循環數閾值是指需要把病毒基因放大多少才能偵測到病毒。假如患者的循環數閾值較低，即其樣本在聚合酶鏈式反應測試中，只需較少的時間與循環便可偵測到病毒，反映其病毒含量較高，其傳染性亦較高。反之，如果患者的循環數閾值較高，即其樣本在聚合酶鏈式反應測試中，需要較多的時間與循環才能偵測到病毒，反映其病毒含量較低，其傳染性亦較低。所以，循環數閾值與患者的病毒含量及其傳染性成反比。